# ヘルベルト・クヴァント
ヘルベルト・クヴァント（Herbert Quandt、1910年6月22日 - 1982年6月2日）は、ドイツの実業家である。
倒産の危機に瀕していたドイツの自動車会社・BMWを救済したことで知られ、クヴァント家は現在も同社のオーナー一族である。

## 若年期
実業家ギュンター・クヴァントの次男としてドイツに生まれる。異母兄弟として、ナチスの宣伝大臣ヨーゼフ・ゲッベルスの養子となったハラルトがいる。
網膜の疾患による瘢痕のためにほとんど盲目であり、学校に通う代わりに家庭内での教育を受けた。

## ナチス時代
ハンス・ヨアヒム・フリードリヒス賞を受賞したドキュメンタリー番組『クヴァント家の沈黙』（ドイツ公共放送ARD）は、2007年10月に第二次世界大戦中のクヴァント家の商売の役割について描写した。クヴァント家のナチスとの関わりは当時よく知られていなかったが、番組はこれを幅広い視聴者に対して明らかにし、第二次世界大戦中のクヴァント家の工場における奴隷労働者の使用についてクヴァント家は突き付けられた。その結果として、放送の5日後、クヴァント家を代表して4人の家族が、アドルフ・ヒトラーの独裁期のクヴァント家の活動を歴史家が調べる研究プロジェクトに資金を提供する意志があることを発表した。2011年に発表された1200ページの研究では、「クヴァント家はナチスの犯罪と切っても切れない関係であった」と結論付けられた。2008年現在、クヴァント家は生き残った被害者に対するいかなる補償も行っておらず、謝罪を行った証拠も見つけることができない。

### 奴隷労働

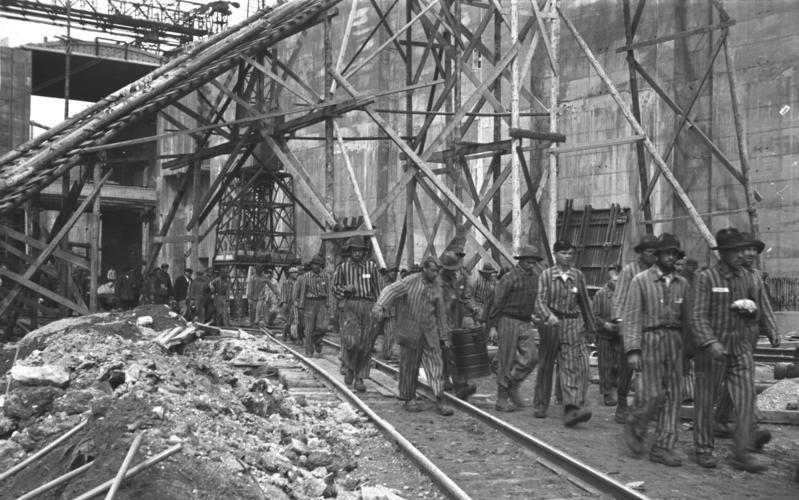
Uボート・ブンカーにおける強制収容所（ブレーメン、1944年）

国内外のクヴァント家の企業で広範な訓練を行った後、クヴァントは1940年の父ギュンターが経営する電池会社AFA（ファルタの前身）の幹部に就任した。クヴァントはベルリンを拠点とするAFAの支社、Pertrix GmbHの取締役を務めた。戦時中、ヘルベルト・クヴァントはクヴァント家の工場の人事部長を務めた。人事部長を務めた期間、クヴァントは毎月40人から80人が奴隷労働によって死亡し、それぞれの奴隷が約6カ月しか生きれなかったことを自ら目にしていた。死亡原因の大部分は奴隷労働が強制されていた工場内の空気中の酸性ガスの濃度にあった。奴隷労働は早ければ1938年にはクヴァント家の工場のいたるところで広範に使われていた。奴隷労働が使われていたことが分かっている工場として、ハノーファーの3つの工場、ベルリン、AFAのストッケンおよびハーゲン工場、そしてPertrix GmbHがある。強制収容所がハノーファーのAFAの敷地に設置され、そこには処刑場所もあった。Scholtyseckレポートによれば、戦時中、クヴァント家の工場には5万人を超える奴隷労働者がいた。ヘルベルト・クヴァントは戦後に裁判に掛けられなかったが、彼の父は捜査されている間、1948年まで抑留された。
ニュルンベルク裁判における米国人裁判官のベンジャミン・フェレンツは、ヘルベルトが自身や自身の父親を訴追するために使うことができた全ての証拠について口を閉ざした、と述べた。フェレンツはも、もし彼らについて今日知られていることが戦争終結時に知られていたならば、ヘルベルトと彼の父親はどちらも人道に対する罪で訴追されていただろう、確信していた。

## 戦後
ドイツ敗戦の1945年以降は、受け継いだ諸企業の再建に携わった。ギュンターが死亡した1954年の時点までには、クヴァント家の所有する企業群は製薬会社アルタナを含む200社余りになっており、ダイムラー・ベンツの株式の10%、BMWの株式の30%も所有していた。
1959年当時、経営不振に陥っていた自動車会社BMWではダイムラー・ベンツへの身売りが計画されていた。当時のBMWはドイツで最も弱小な自動車会社のひとつでしかなく、両社の大株主であるヘルベルトも吸収合併の計画には賛成であった。しかしながら労働者と労働組合からの反対は強固であり、計画は実行直前に断念、代わりにヘルベルトがBMW株を50%まで買い増すこととなった。倒産寸前である同社株の買い増しは危険な投資であったが、ダイムラー・ベンツによる吸収を免れた同社の経営は1962年に発売された小型セダンBMW・1500の成功により改善した。
異母兄弟であったハラルトが1967年航空事故で死亡すると、ヘルベルトは更なるBMWなど各社の株式を相続した。1974年、ハラルトの未亡人とヘルベルトは、所有していたダイムラー・ベンツの株式をクウェート投資庁に売却した。

## 私生活
1933年、1度目の結婚で一女をもうけたのちに離婚。1950年、2度目の結婚で3子をもうけたのち1959年に離婚した。1960年、3度目の妻としてヨハンナと結婚する。ヨハンナは永くヘルベルトの秘書をつとめていた女性であった。ヨハンナとの間に生まれた、娘ズザンネ・クラッテンと息子シュテファン・クヴァントは何れも現在BMWの大株主であり、同社の役員会のメンバーでもある。
1982年、ヘルベルトはドイツ北部の都市キールで死亡した。

## クヴァント家
現在、ドイツの長者番付100位に名を連ねる同家の人物は8名にも達し、ヘルベルトの妻ヨハンナ・クヴァント、その息子シュテファン・クヴァントと娘ズザンネ・クラッテンは経済誌フォーブスが発表する世界長者番付の常連でもある。
一族は取材等をほとんど受け付けず、その詳細は謎に包まれている。
息子のスヴェン・クワントはレーサーとしてパリ-ダカール・ラリーに参戦後、オフロードチームのX-RaidやQモータースポーツを創設してダカールを制覇した。また三菱の欧州モータースポーツ子会社のMMSP代表として、WRCチームを率いた。